# هوسیدن
هوسیدن (انگلیسی: Hosiden) شرکت الکترونیک ژاپنی است، که در سال ۱۹۵۰ تأسیس شد.